# Алберобело
Алберобело (итал. Alberobello) град је у јужној Италији. Алберобело је мали град у оквиру округа Бари у оквиру италијанске покрајине Пулија.
Алберобело је познат по древном градитељству: кућама од кречњака, грађеним без употребе малтера, са крововима конусног облика (тзв. трули). Овај начин грађења води порекло још из праисторијског доба и стога је уврштен на списак светске баштине УНЕСКОа.

## Природне одлике
Град Алберобело налази се у јужном делу Италије, на 45 км јужно од Барија. Град је у брдском подручју, изнад којег се даље на западу издижу Јужни Апенини.

## Становништво
Према резултатима пописа становништва 2011. у општини је живело 10.924 становника.
| 1931. | 1936. | 1951. | 1961. | 1971. | 1981. | 1991.  | 2001.  | 2011.  |
| ----- | ----- | ----- | ----- | ----- | ----- | ------ | ------ | ------ |
| 8.529 | 8.363 | 9.546 | 9.405 | 9.361 | 9.788 | 10.655 | 10.859 | 10.924 |

Алберобело данас има око 11.000 становника, махом Италијана. Последњих деценија број становника у граду расте.

## Партнерски градови
- Shirakawa
- Роментино
- Харан
- Agioi Anargyroi
- Андрија
- Монте Сант’Анђело

## Галерија
- Месна црква
- Типични трули у Алберобелу